# Where Angels Fall
Where Angels Fall es una banda de metal gótico de Asker, Noruega. Fue fundada por André Bendigtsen y Ole Kristian en diciembre de 2003, cuatro meses más tarde se une Eirin como vocalista y actualmente es una de las bandas escandinavas más activas del género junto a Sirenia, Tristania y Midnattsol. Su estilo ha sido definido por algunas fuentes como metal groovy con elementos del gótico, orquestaciones clásicas y la electrónica.
En marzo de 2010 la banda fue seleccionada como teloneros para acompañar a los carismáticos noruegos Theatre of Tragedy en su gira europea de despedida tras 17 años de actividad, "Forever is the World Tour".

## Discografía

### Demo EP
- Dies Irae (EP) (2004) Edgerunner Music

1. Dies Irae  04:48
2. Hollow  04:15
3. Lose Yourself In Me  05:31
4. Requiem  06:29

### Álbumes de estudio
- Illuminate (2006) Edgerunner Music

1. Sanctus  01:24
2. The Game (Fooled Again)  06:43
3. Trusting You  04:25
4. Dies Irae  04:52
5. Shining Path  06:14
6. Edge of Sanity  05:11
7. Hollow  05:25
8. Save Myself  04:08
9. The Falls Embrace  06:05
10. Withering Me  05:33
11. Lux Aeterna  06:11

- Marionettes (2008) Independiente

1. Marionettes (Again)  04:15
2. Freeze Me  04:40
3. Feed on Depression  04:18
4. Kyrie  05:09
5. Mystifying Grief  06:02
6. Invisible  04:25
7. Freedom is Finite  03:25
8. Path of Sorrow  05:37
9. Female Stigma  05:06

### Sencillos
- Indifferent (2009)